# Rigs of Rods
Rigs of Rods (RoR) é um jogo de simulação de veículos open-source, que usa a física para simular a destruição, movimento e deformação de veículos.
O jogo é construído com um motor de física chamado Beam, que simula uma rede de nós interconectados (que formam o chassi e as rodas) e dá a capacidade de simular objetos deformáveis. Com isso, caso um veículo colida com objetos sólidos ou o terreno poderá ser deformado, dependendo de sua velocidade.

## Simulação
Rigs of Rods foi inicialmente criado como um simulador de caminhão fora de estrada, mas tornou-se um simulador versátil de física sandbox. Antes da versão 0.28, o jogo foi limitado aos veículos típicos da terra, mas foram adicionados aeronaves e embarcações desde então.
Os veículos são construídos usando vértices conectados por feixes. Vértices (ou "nós") são influenciadas pelo estresse sobre as vigas que os conectam. Se um feixe é também forçado, ele vai deformar-se, alterando assim a posição nós associados que em última análise altera a aparência e o manuseamento de um veículo. Configurações do veículo são armazenadas em texto simples. Pinturas simples em 2D podem ser feitas para envolver o veículo, e pode ser suplementada com objetos estáticos de malha.
O desenvolvimento recente permitiu malhas estáticas para ser deformada de acordo com um esqueleto de nós, bem como o sistema do jogo 1nsane. Este sistema é conhecido como Flexbody, e tem sido incluído desde a versão 0.36.
O sistema utiliza o mapeamento dos dados de terreno definidos num ficheiro de imagem em bruto, tal como aquele encontrado em um modelo de elevação digital que pode ser usado para formar uma superfície realística. Terrenos pode ser feita usando qualquer outro programa que pode gerar uma imagem preto e branca no formato RAW. Isto significa também que os mapas podem ser feitas a partir de qualquer imagem.
Como um sandbox, Rigs of Rods não tem objetivo fundamental de jogabilidade, mas o suporte a scripts contribui para missões e interação com o jogo. Anteriormente, a linguagem de programação Lua foi definida como o mecanismo de scripts, porém recentemente foi substituída por AngelScript.

## Multiplayer
Desde a versão 0.38, está presente um modo multiplayer, que permite que até 16 usuários possam interagir simultaneamente em um campo de jogo.
O jogo tem uma comunidade apoiada pelo desenvolvedor que forma grupos e planeja eventos multiplayer. As atividades mais populares incluem off-road, corridas, competições de monster truck (caminhão monstro), roleplaying e o jogo casual.